# Pseuduvaria monticola
Pseuduvaria monticola är en kirimojaväxtart som beskrevs av James Sinclair. Pseuduvaria monticola ingår i släktet Pseuduvaria och familjen kirimojaväxter. Inga underarter finns listade i Catalogue of Life.